# Google雲端連接
谷歌雲端連接（英語：Google Cloud Connect）是一個由Google開發的免費Microsoft Office插件。谷歌雲端連接透過Google Docs將用戶編輯的文件保存並共享在網路上，由此讓用戶在Microsoft Office裡與其他谷歌雲端連接用戶透過網際網路合作。

## 主要功能
谷歌雲端連接可以自動或手動將Microsoft Office裡的文件同步於Google文件並分享與其他谷歌雲端連接用戶。以谷歌雲端連接所上傳的文件可以透過Google文件來還原至前自的版本。